# Vampires
„Vampires” – singel włoskiego zespołu Radiorama wydany w 1986 roku przez wytwórnie Out Records i Ariola Records. Utwór napisali Mauro Farina oraz Giuliano Crivellente. Piosenkę zaśpiewali Mauro Farina oraz gościnnie Elena Ferretti. Singel udanie promował wydany w tym okresie pierwszy album grupy pt. Desires and Vampires, docierając na 5. miejsce na szwajcarskiej liście przebojów.

## Lista utworów

### Wydanie na 7"[1]
A. „Vampires” – 4:10
B. „Friend” – 3:50
- Nagranie „Friend” ze strony B pojawiło się w tym okresie również na promowanym przez singel albumie Desires and Vampires.

### Włoskie wydanie na 7"[2]
A. „Vampires” – 4:10
AA. „Friend” – 3:50

### Wydanie na 12"[3]
A. „Vampires (Vocal Version)” – 6:10
B. „Vampires (Instrumental Version)” – 4:10
- Wersja (Vocal Version) na stronie A pojawiła się w tym okresie również na promowanym przez singel albumie Desires and Vampires.

### Włoskie wydanie na 12"[4]
A. „Vampires (Vocal Version)” – 6:10
AA. „Vampires (Instrumental Version)” – 4:10

### Szwedzkie wydanie na 12" (A Swedish Beat Box Remix)[5]
A. „Vampires (Swedish Remix)” – 6:25
B1. „Vampires (Original 12" Version)” – 6:10
B2. „Vampires (7" Version)” – 4:00

## Listy przebojów (1986)
| Państwo                      | Najwyższa pozycja |
| ---------------------------- | ----------------- |
| Szwajcaria (Singles Top 100) | 5                 |

## Autorzy[7]
- Muzyka: Mauro Farina, Giuliano Crivellente
- Autor tekstów: Mauro Farina, Giuliano Crivellente
- Śpiew: Mauro Farina, Elena Ferretti
- Producent: Marco Bresciani, Paolo Gemma